# Grenze zwischen Belarus und Polen

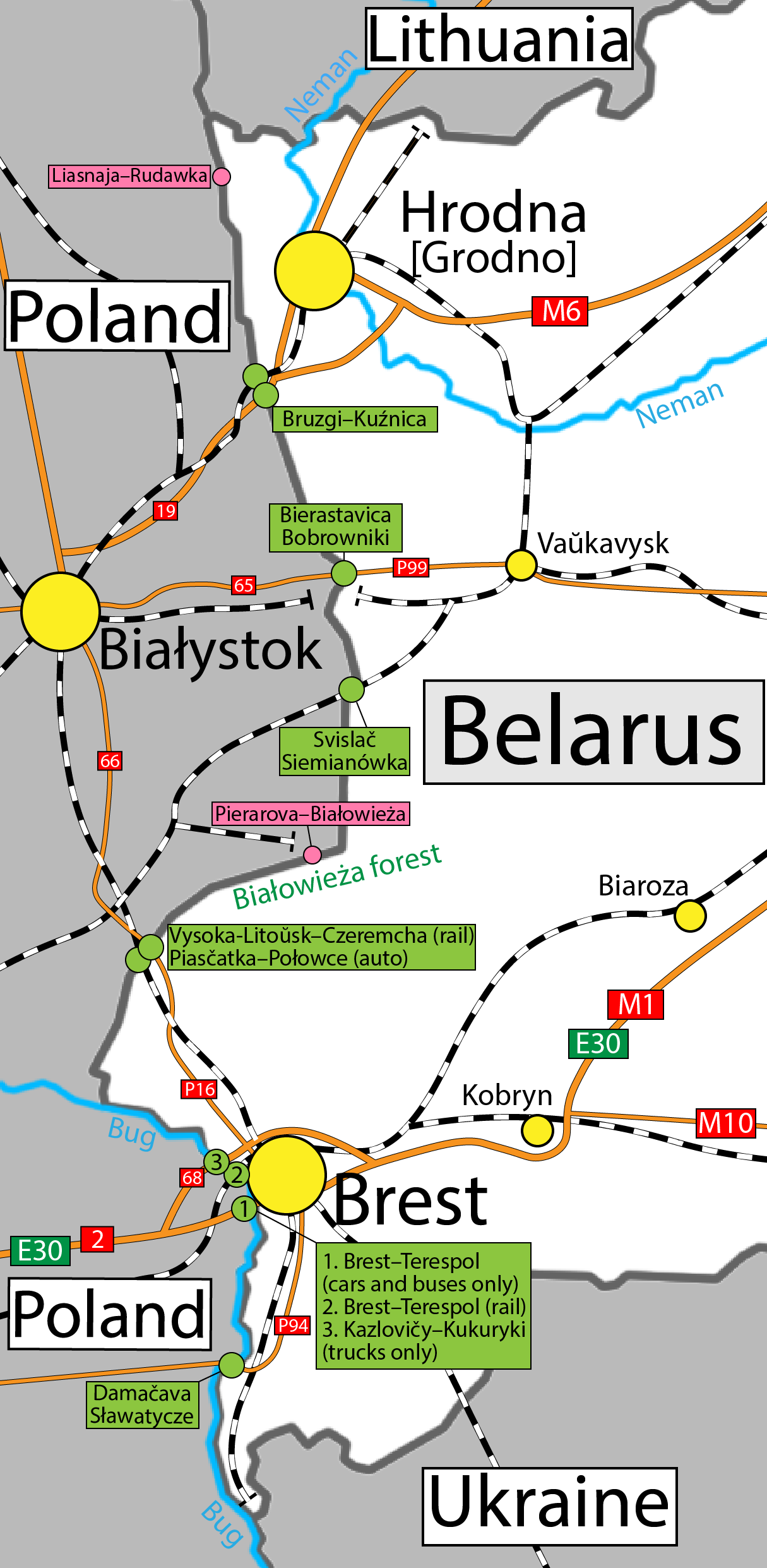
Polnisch-belarussischer Grenzverlauf (englisch)

Die Grenze zwischen Belarus und Polen ist die Staatsgrenze zwischen der Republik Belarus und der Republik Polen und eine Außengrenze der Europäischen Union Richtung Osten.

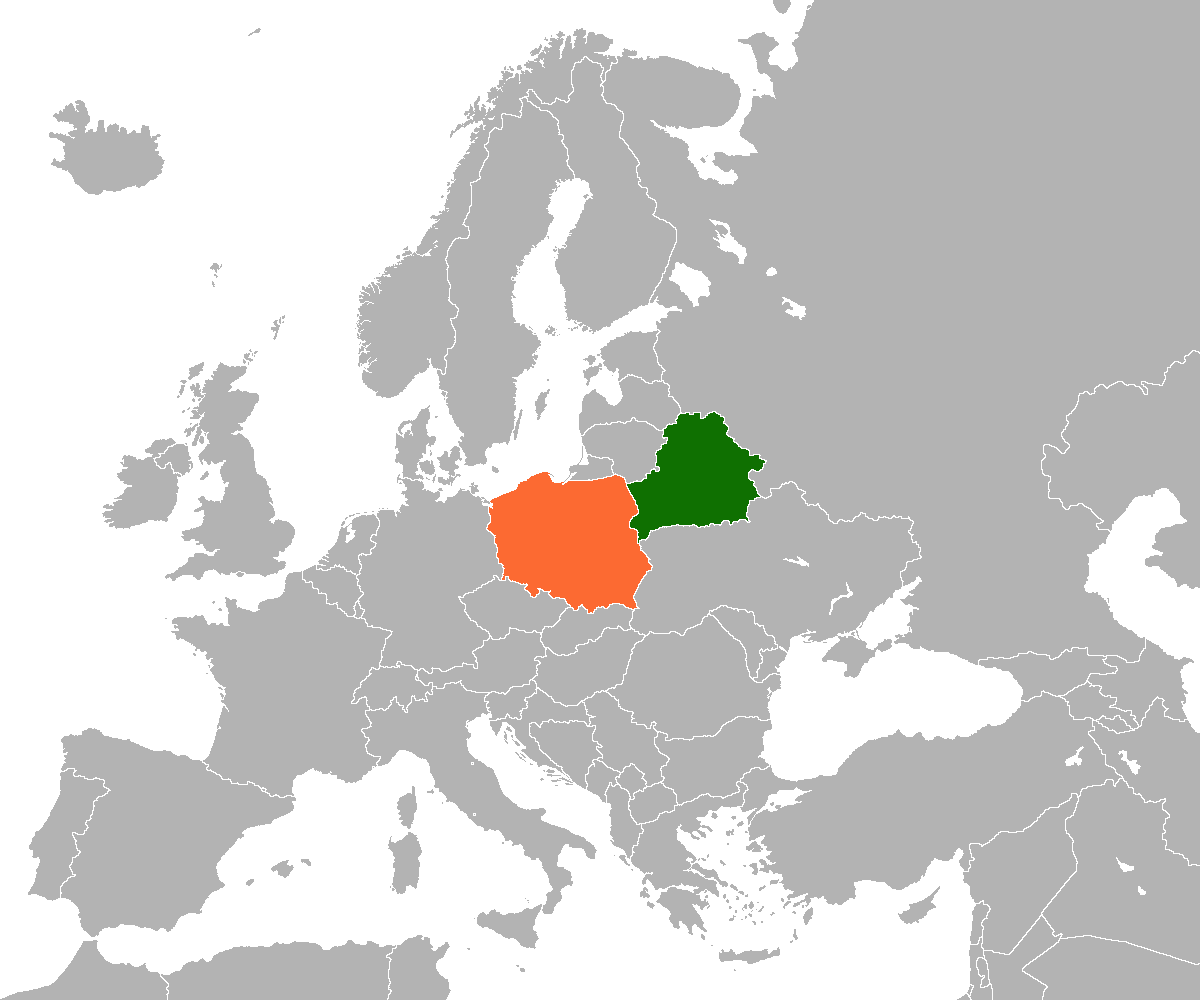
Die Lage der Grenzländer in Europa

## Verlauf
Die Grenze hat eine Länge von 398,6 km, 418 km oder 416 km. Sie beginnt am Dreiländereck Belarus-Polen-Litauen im Norden und erstreckt sich bis zum Dreiländereck Belarus-Polen-Ukraine im Süden. Die Grenze verläuft entlang der Verwaltungsgrenzen der Woiwodschaft Podlachien und Woiwodschaft Lublin auf polnischer Seite sowie der Hrodsenskaja Woblasz und der Breszkaja Woblasz auf belarussischer Seite. Grenzflüsse (von Nord nach Süd) sind Czarna Hańcza, Wolkuszanka, Swislocz, Narew und Westlicher Bug.

## Geschichte
Die Grenzen Polens waren in der Geschichte häufigen und weitreichenden Veränderungen unterworfen, so etwa in den Teilungen Polens des 18. Jahrhunderts. In deren Folge existierte von 1796 bis zum Ende des Ersten Weltkriegs 1918 mehr als 120 Jahre lang kein souveräner polnischer Staat.
Das heutige Belarus gehörte bis 1793 zum seinerzeitigen Polen-Litauen. Eine Weißrussische Volksrepublik wurde 1918 gegründet, jedoch schon 1919 als Weißrussische Sozialistische Sowjetrepublik Teil von Sowjetrussland. Die Ostgrenze der 1918 neu gegründeten Zweiten Polnischen Republik zu Sowjetrussland wurde 1921 im Friedensvertrag von Riga festgelegt. Sie lag weiter östlich als heute.
Nach dem sowjetischen Einmarsch in Polen im September 1939 wurde das polnische Gebiet West-Belarus der Belarussischen Sozialistischen Sowjetrepublik angegliedert. Es wurden fünf neue Woblasten geschaffen: Baranavichy, Belostok, Brest, Pinsk und Vialejka.
Gemäß dem Grenzabkommen zwischen Polen und der UdSSR vom 16. August 1945 wurden 17 Bezirke der belarussischen Belastok Woblasz der BSSR der Volksrepublik Polen zugeschlagen, darunter auch die Stadt Białystok und drei Bezirke der Brest Woblasz, in denen eine bedeutende Anzahl von Polen lebte.
Am 5. November 1945 unterzeichneten Vertreter der Regierung der Belarussischen Sozialistischen Sowjetrepublik und der Regierung der Nationalen Einheit der Republik Polen in Warschau ein zusätzliches Abkommen über die Registrierung und Evakuierung der belarussischen Bevölkerung aus dem Hoheitsgebiet Polens in die BSRR und der polnischen Bevölkerung von der BSRR nach Polen. Ankündigungen zur Registrierung und Verlängerung der Evakuierung bis Juni 1946 wurden in Białystok und in der Woiwodschaft veröffentlicht.
Ferner verlief die Grenze durch Gebiete, die Polen aufgrund des sowjetischen Diktats verlor, weil sie sich auf der Westseite der Curzon-Linie befanden. Diese Verschiebung betrug rund 12 km in der Nähe von Odelsk, 15 km in der Region Łosośny, 20 km in Biała Blota und 15 km in der Region des Augustów-Kanals. Die polnischen Unterhändler stellten während des Abgrenzungsverfahrens fest, dass sie angesichts dieser auferlegten Vereinbarungen machtlos waren und nur versuchten konnten, geringfügige Korrekturen zugunsten Polens zu erreichen. In der Nähe von Odelsk wurden unter anderem die Dörfer Klimówka, Minkowce, Nomiki, Taki, Tołcze, Szymaki des Bezirks Hrodna und die Dörfer Todorkowce und Chworosciany des Bezirks Sapotskin an die Volksrepublik Polen übertragen. Zubrzyca Wielka und Zubrzyca Mała wurden ebenfalls einbezogen, aber die meisten landwirtschaftlichen Flächen dieser Dörfer blieben auf der belarussischen Seite der Grenze.
Weiter nördlich, im Bereich des Dorfes Nowrowol, wurde die Grenze 700–800 m nach Osten verschoben, wodurch auch die Dörfer Tołcze, Szymaki und Klimówka Teil Polens wurden. In der Gmina Kuźnica wurde die Grenzlinie 200–300 m nach Osten verlegt und an dieser Stelle zerschnitt die Grenze die Gleise der Eisenbahnlinie Białystok-Grodno. Im August 1948 veröffentlichte die TASS eine Mitteilung über den Abschluss der Grenzziehung. Die lokalen Behörden stritten jedoch noch mehr als anderthalb Jahre lang um die endgültige Form der Grenze und die Zugehörigkeit einzelner Dörfer und Flurstücke.
Auf der Grundlage der am 8. Juli 1950 offiziell angekündigten Dokumentation der belarussischen Seite erhielt die polnische Seite im Rahmen von Austausch- und Grenzkorrekturen 30 Dörfer, während die belarussische Seite 12 Dörfer erhielt. Viele Dörfer wurden auch geteilt. Danach wurde der Grenzverlauf nicht mehr geändert.

### Grenzzaun
Wegen der Migrationskrise an der Grenze zwischen Belarus und der Europäischen Union begann Polen Ende August 2021, an seiner Grenze einen 2,50 Meter hohen provisorischen Zaun aus NATO-Draht zu errichten. Im Oktober billigten beide Kammern des polnischen Parlaments – Sejm und Senat – mehrheitlich den Plan der Regierung, das Provisorium durch eine „solide, hohe Barriere, mit einem Überwachungssystem und Bewegungsmeldern“ zu ersetzen.

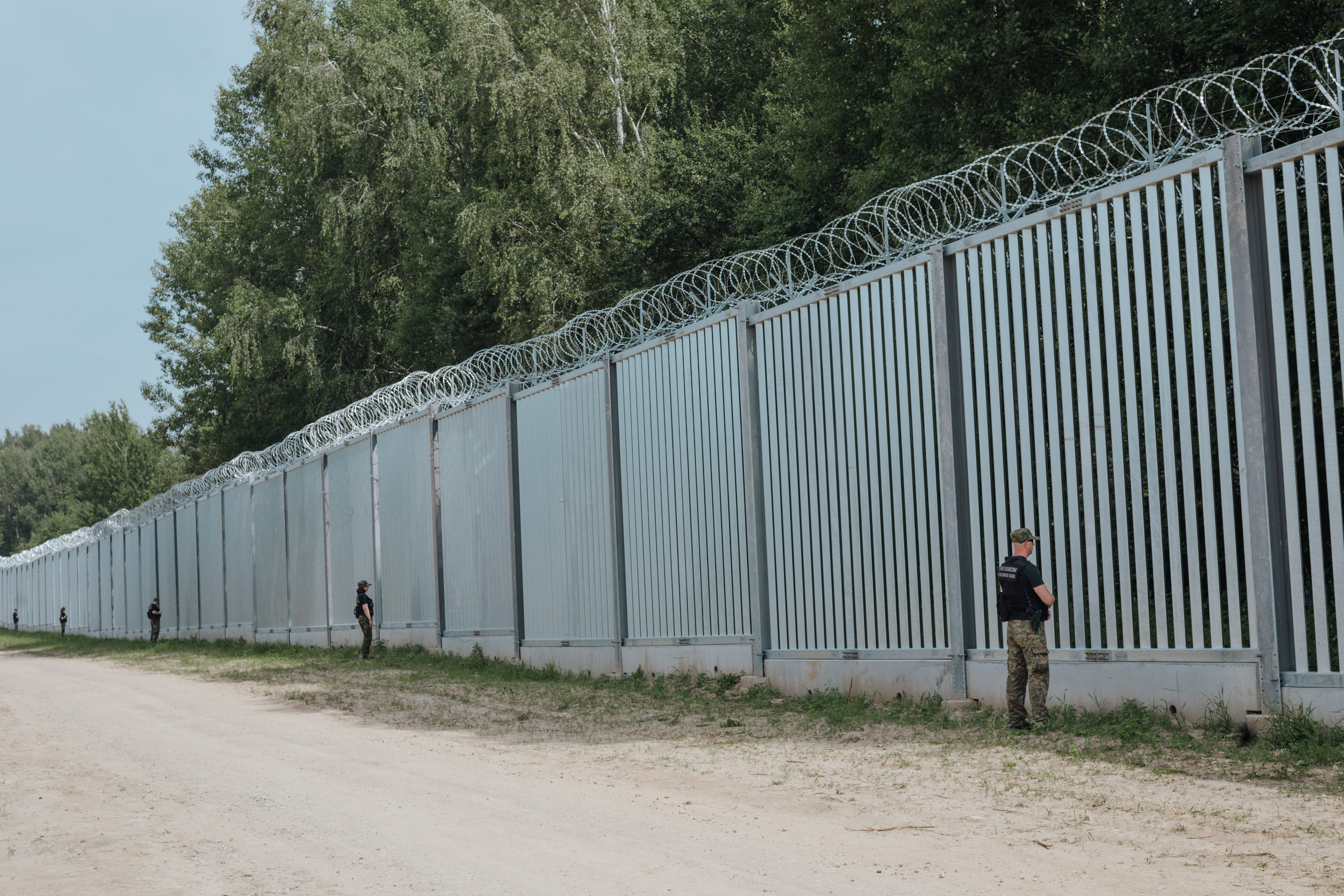
Der fertiggestellte Grenzzaun im Juni 2022

Im Januar 2022 wurde mit dem Bau der Barriere begonnen, die sich laut Planung über 186 Kilometer erstrecken sollte. Die Plankosten für Bau bzw. Ausbau belaufen sich auf 353 Millionen Euro. An Stellen, wo kein Grenzzaun gebaut werden kann, wie an Flüssen und Seen – welche sich auf der Hälfte der Grenzlänge befinden – starben Flüchtlinge beim Versuch, die Grenze zu überqueren.
Im Juni 2022 wurde der Grenzzaun fertiggestellt. Er besteht aus 4,5 Meter hohen Stahlelementen, an deren Spitze der ein Meter hohe Bereich aus Stacheldraht anschließt. Bei den weiterhin in großer Zahl stattfindenden Versuchen, die Grenze von belarussischer Seite aus illegal zu überqueren, ist es mehrfach zu gewalttätigen Angriffen auf polnische Grenzschützer durch Migranten gekommen, so beispielsweise mit einem an einem Stock befestigten Messer oder mit einer abgebrochenen Glasflasche. Ein polnischer Grenzsoldat, der Ende Mai 2024 durch den Grenzzaun hindurch mit Messerstichen in die Brust attackiert worden war, erlag trotz Operation seinen schweren Verletzungen. Als Folge der Angriffe ließ die polnische Regierung ab 13. Juni 2024 auf Grenzabschnitten von etwa 60 Kilometern Länge eine Pufferzone mit einer Breite von 200 Metern bis 2 Kilometern einrichten. In ihr gilt ein Aufenthaltsverbot; damit sollen die illegale Schleusung von Migranten erschwert und die Arbeitsbedingungen für Grenzschutz, Armee und Polizei verbessert werden. Die Maßnahme gilt zunächst für 90 Tage.

### Weitere Grenzverstärkungen
Im Jahr 2024 begann Polen mit dem Bau von Ostschild eine Reihe von Grenzverstärkungen, die im Kriegsfall eine Invasion aus Belarus behindern sollen.